# Universidad de Alicante FSF
El Universidad de Alicante FSF es un equipo de fútbol sala femenino de España perteneciente a la universidad del mismo nombre, situado en el municipio de San Vicente del Raspeig en la Provincia de Alicante. Fue fundado en el año 1998, y actualmente juega en el Campeonato Autonómico de Deporte Universitario (CADU), que se celebra entre los meses de octubre y febrero, y en los Campeonatos de España Universitarios (CEU), entre abril y mayo. 

## Historia
En la temporada 2011-12 debuta en Primera División de fútbol sala femenino, finalizando en la octava posición, en la temporada 2012-13 termina en quinta posición y clasifica por primera vez para la Copa de España llegando hasta las semifinales. En las siguientes tres temporadas acaba en cuarta posición en las liga y en la copa alcanza las semifinales. En la temporada 2016-17 es subcampeón de la liga siendo su mejor posición hasta la actualidad y vuelve a ser semifinalista en copa. En la 2017-18 acaba en cuarta posición y semifinalista de copa y en la 2018-19 termina en séptima posición y en la copa no pasa de cuartos de final.

## Estadio
El equipo juega en el pabellón Universitario, situado en las instalaciones de la Universidad de Alicante.

## Datos del club
- Temporadas en Primera División: 11.
- Mejor puesto en la liga: 2ª.
- Peor puesto en la liga: 10.ª.
- Jornadas como lider: 6 (última vez jornada 2, temporada 2020-21).
- Mayor goleada conseguida:
  - En campeonatos nacionales:
    - En casa

Universidad Alicante 13 - 0 Valdetires Ferrol (30 de enero de 2016)
- Fuera

Centelles 2 - 10 Universidad Alicante (5 de enero de 2013)
Ordizia 1 - 9 Universidad Alicante (25 de abril de 2015)
Lacturale Orvina 0 - 8 Universidad Alicante (5 de diciembre de 2015)
- Mayor goleada recibida:
  - En campeonatos nacionales:
    - En casa

Universidad Alicante 2 - 7 Ourense Envialia (14 de enero de 2012)
- Fuera

Futsi Navalcarnero 10 - 0 Universidad Alicante (21 de abril de 2016)
- Máxima goleadora en primera:

Sara Navalón, 191
Pao Cartagena, 114
Anita Pino, 74

## Jugadores y cuerpo técnico

### Plantilla y cuerpo técnico (2021-22)
| Dorsal | Jugador         | Posición | Edad    | Procedencia    |
| ------ | --------------- | -------- | ------- | -------------- |
| 1      | Elena González  | Portera  | 26 años | Unami          |
| 4      | Anita Pino      | Ala      | 30 años | At. Torcal     |
| 7      | Sara Roelas     | Ala      | 22 años | Joventut d'Elx |
| 8      | Raquel Martínez | Ala      | 23 años | Calpe          |
| 9      | Sara Navalón    | Pívot    | 34 años | Roldán FSF     |
| 10     | Pao Cartagena   | Pívot    | 33 años |                |
| 11     | Melli           | Ala      | 30 años | Cádiz FSF      |
| 11     | Ana Romero      | Portera  | 30 años | Burela         |
| 15     | Aitana          | Pívot    | 22 años | Sala Zaragoza  |
| 17     | Elena Sanchís   | Pívot    | 28 años | Xaloc Alicante |
| 18     | Rocío Gómez     | Ala      | 27 años | UCAM Murcia    |